# Galez
Galez (en occitan : Galés) est une commune française située dans l'est du département des Hautes-Pyrénées, en région Occitanie. Sur le plan historique et culturel, la commune est dans la région gasconne de Magnoac, située sur le plateau de Lannemezan, qui reprend une partie de l’ancien Nébouzan, qui possédait plusieurs enclaves au cœur de la province de Comminges et a évolué dans ses frontières jusqu’à plus ou moins disparaitre.
Exposée à un climat de montagne, elle est drainée par la Baïse, la Galavette et par divers autres petits cours d'eau.
Galez est une commune rurale qui compte 176 habitants en 2022, après avoir connu un pic de population de 394 habitants en 1846. Elle fait partie de l'aire d'attraction de Lannemezan..
Ses habitants sont appelés les Galézais.

## Géographie

### Localisation
La commune de Galez se trouve dans le département des Hautes-Pyrénées, en région Occitanie.
Elle se situe à 28 km à vol d'oiseau de Tarbes, préfecture du département, à 25 km de Bagnères-de-Bigorre, sous-préfecture, et à 13 km de Tournay, bureau centralisateur du canton de la Vallée de l'Arros et des Baïses dont dépend la commune depuis 2015 pour les élections départementales.
La commune fait en outre partie du bassin de vie de Lannemezan.
Les communes les plus proches sont : 
Bonrepos (2,6 km), Clarens (3,0 km), Galan (3,6 km), Recurt (3,8 km), Castelbajac (4,2 km), Tajan (4,3 km), Campistrous (4,8 km), Réjaumont (4,8 km).
Sur le plan historique et culturel, Galez fait partie de la région gasconne de Magnoac, située sur le plateau de Lannemezan, qui reprend une partie de l’ancien Nébouzan, qui possédait plusieurs enclaves au cœur de la province de Comminges et a évolué dans ses frontières jusqu’à plus ou moins disparaitre.

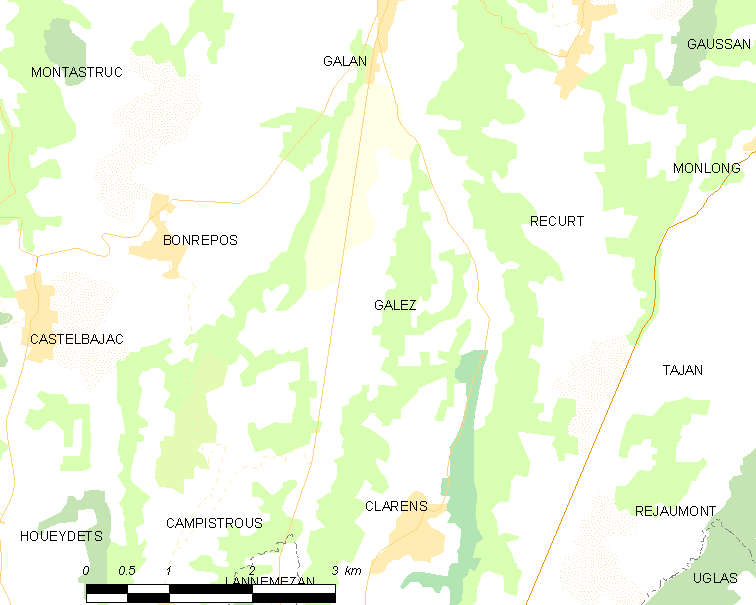
Carte de la commune de Galez et des proches communes.

|             | Galan   |        |
| Bonrepos    | Galez   | Recurt |
| Campistrous | Clarens |        |

### Paysages et relief

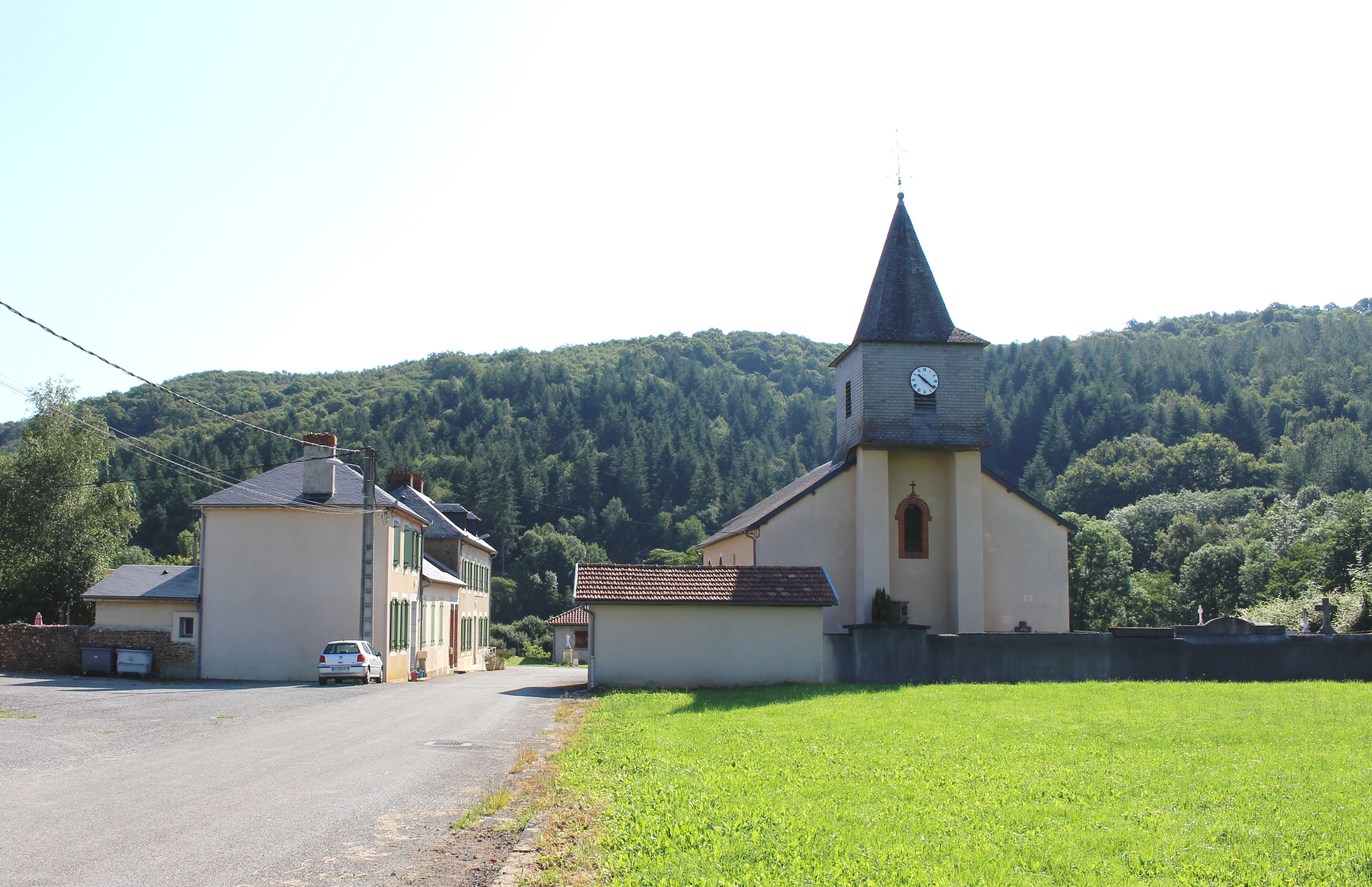
Vue du bourg.

### Hydrographie
Le Ruisseau de la Galavette, affluent de rive droite de la Petite Baïse, arrose la commune du sud au nord et forme la limite est avec la commune de Recurt.

La Petite Baïse arrose la commune du sud au nord et forme une partie de la limite sud-est avec la commune de Clarens.

Le Ruisseau de Boute Ségure, affluent de rive gauche de la Petite Baïse, forme la limite sud avec la commune de Campistrous.

Les Ruisseaux le Barran, le Doux, affluents de rive gauche de la Petite Baïse, traversent la commune d'ouest en est.

Le Ruisseau de Goutte-Avare, affluent de rive gauche de la Galavette, et le Ruisseau le Carcanet, affluent de rive droite de la Petite Baïse, arrosent la commune.

### Climat
Le climat est tempéré de type océanique, en raison de l'influence proche de l'océan Atlantique situé à peu près 150 km plus à l'ouest. La proximité des Pyrénées fait que la commune profite d'un effet de foehn, il peut aussi y neiger en hiver, même si cela reste inhabituel.
| Mois                              | jan.  | fév.  | mars  | avril | mai   | juin  | jui.  | août  | sep.  | oct.  | nov.  | déc.  | année   |
| --------------------------------- | ----- | ----- | ----- | ----- | ----- | ----- | ----- | ----- | ----- | ----- | ----- | ----- | ------- |
| Température minimale moyenne (°C) | 1     | 2     | 4     | 6     | 9     | 13    | 15    | 15    | 12    | 9     | 4     | 2     | 7,7     |
| Température moyenne (°C)          | 5,2   | 5,6   | 8,4   | 10,1  | 13,8  | 17,8  | 18,6  | 18,8  | 16,4  | 13,5  | 7,5   | 5,5   | 11,8    |
| Température maximale moyenne (°C) | 10    | 11    | 14    | 15    | 19    | 22    | 25    | 25    | 23    | 19    | 14    | 11    | 17,3    |
| Ensoleillement (h)                | 108,8 | 118,8 | 155,6 | 157,2 | 181,3 | 191,5 | 215,5 | 196,4 | 194,5 | 164,4 | 124,4 | 104,4 | 1 912,8 |
| Précipitations (mm)               | 98,6  | 63,3  | 99    | 108,2 | 137   | 87,1  | 72,6  | 70,5  | 69,5  | 81,9  | 101,4 | 97,4  | 1 086   |

### Milieux naturels et biodiversité
Aucun espace naturel présentant un intérêt patrimonial n'est recensé sur la commune dans l'inventaire national du patrimoine naturel,,.

## Urbanisme

### Typologie
Au 1er janvier 2024, Galez est catégorisée commune rurale à habitat dispersé, selon la nouvelle grille communale de densité à sept niveaux définie par l'Insee en 2022.
Elle est située hors unité urbaine. Par ailleurs la commune fait partie de l'aire d'attraction de Lannemezan, dont elle est une commune de la couronne,. Cette aire, qui regroupe 65 communes, est catégorisée dans les aires de moins de 50 000 habitants,.

### Occupation des sols
L'occupation des sols de la commune, telle qu'elle ressort de la base de données européenne d’occupation biophysique des sols Corine Land Cover (CLC), est marquée par l'importance des territoires agricoles (74,6 % en 2018), une proportion identique à celle de 1990 (74,6 %). La répartition détaillée en 2018 est la suivante : 
prairies (39,1 %), forêts (25,4 %), zones agricoles hétérogènes (22 %), terres arables (13,5 %).
L'IGN met par ailleurs à disposition un outil en ligne permettant de comparer l’évolution dans le temps de l’occupation des sols de la commune (ou de territoires à des échelles différentes). Plusieurs époques sont accessibles sous forme de cartes ou photos aériennes : la carte de Cassini (XVIIIe siècle), la carte d'état-major (1820-1866) et la période actuelle (1950 à aujourd'hui).

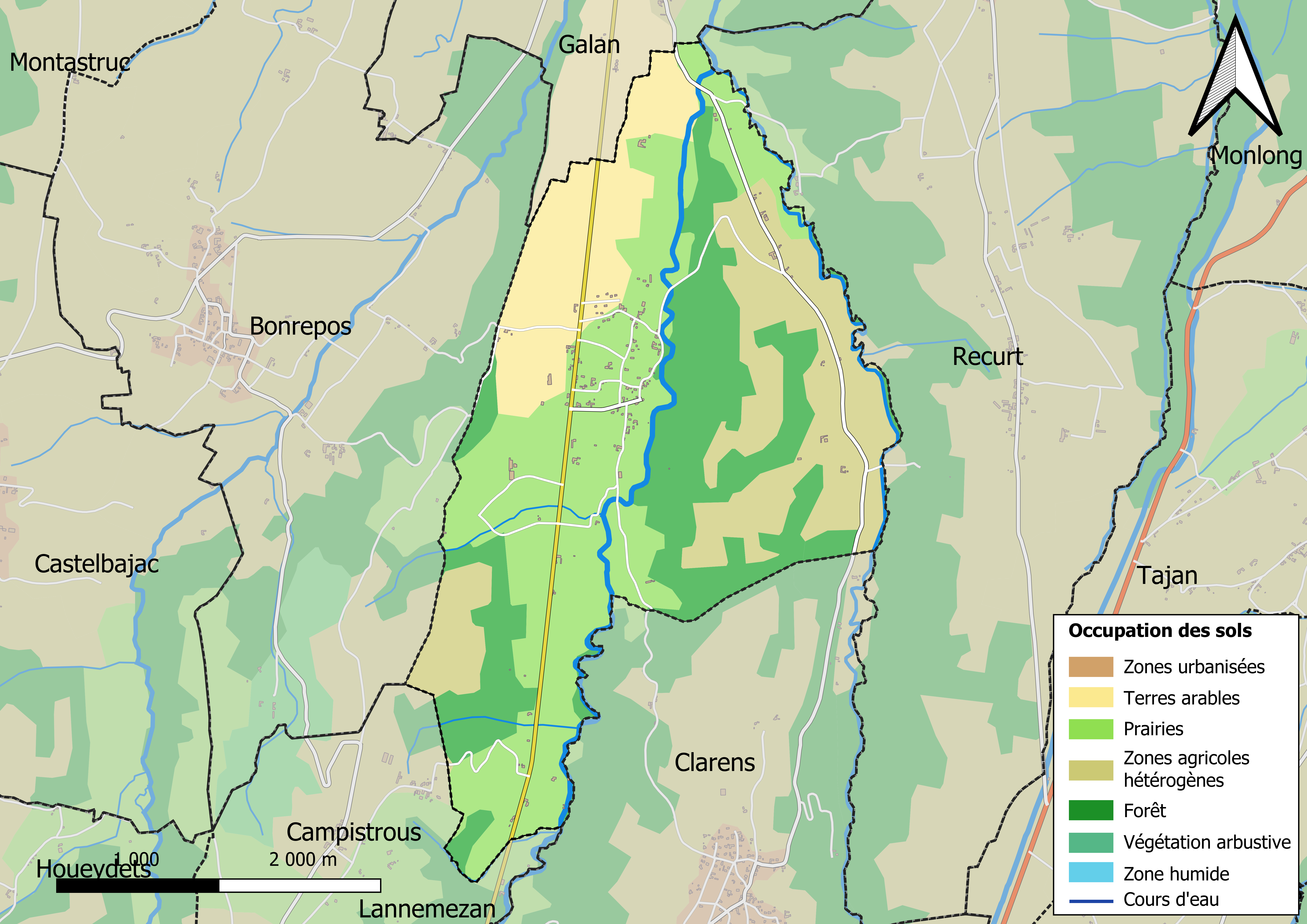
Carte des infrastructures et de l'occupation des sols en 2018 (CLC) de la commune.
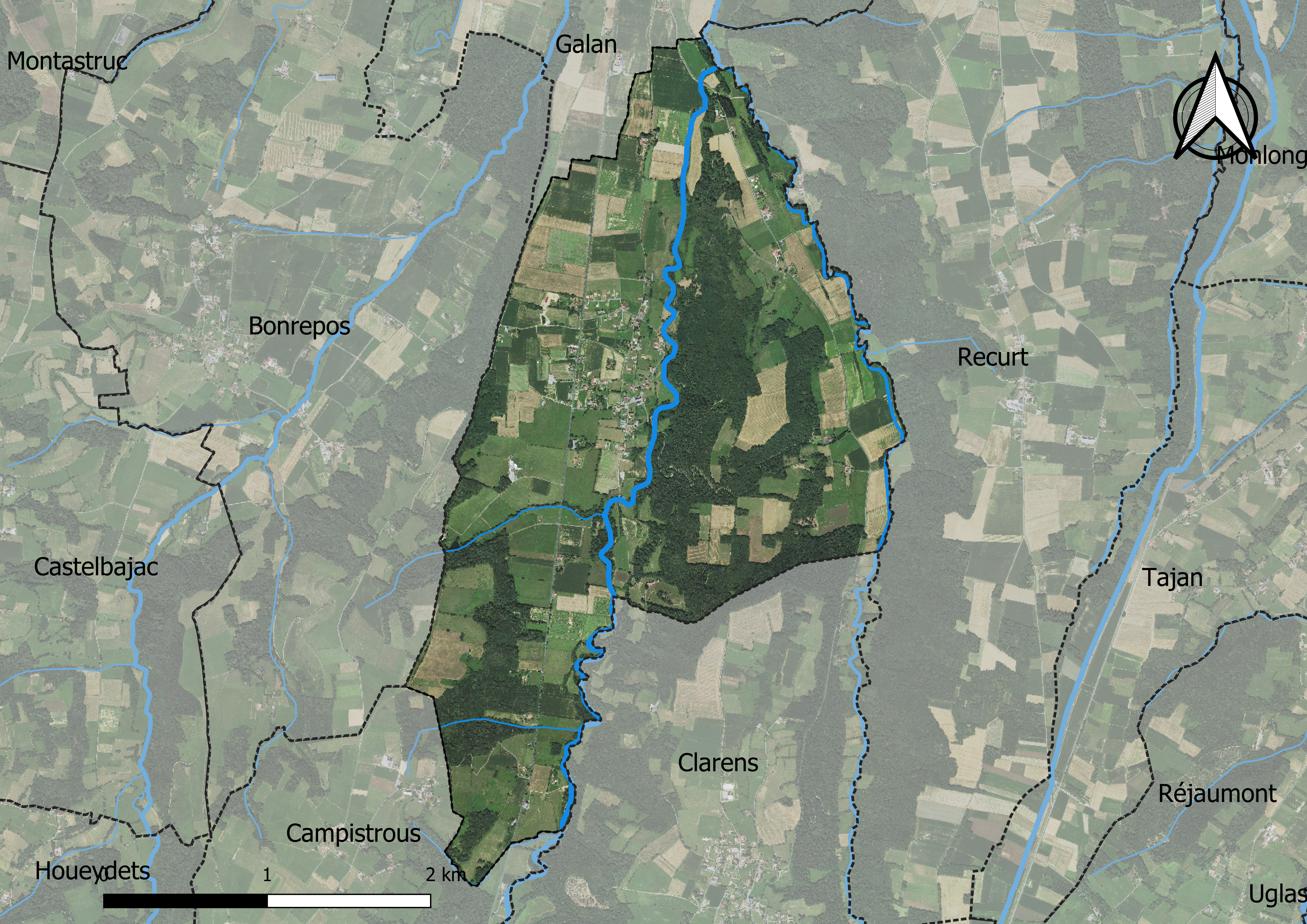
Carte orthophotogrammétrique de la commune.

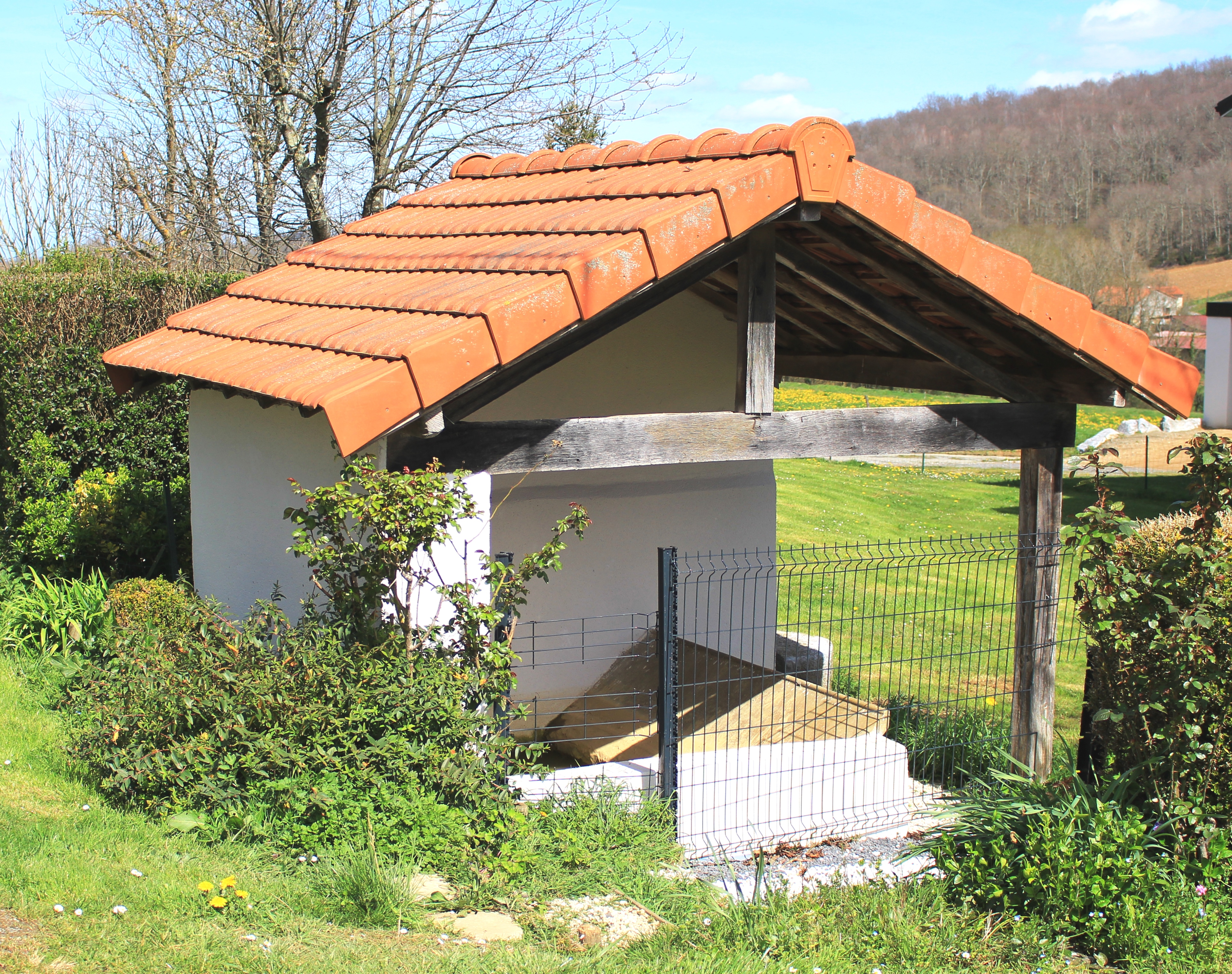
Le lavoir de La Galave en 2018.

### Logement
En 2012, le nombre total de logements dans la commune est de 83.

Parmi ces logements, 80,7 % sont des résidences principales, 10,2 % des résidences secondaires, 9,1 % des logements vacants.

### Voies de communication et transports
Cette commune est desservie par la route départementale D 939 et par la route départementale D 10.

### Risques majeurs
Le territoire de la commune de Galez est vulnérable à différents aléas naturels : météorologiques (tempête, orage, neige, grand froid, canicule ou sécheresse), inondations, mouvements de terrains et séisme (sismicité modérée). Un site publié par le BRGM permet d'évaluer simplement et rapidement les risques d'un bien localisé soit par son adresse soit par le numéro de sa parcelle.
Certaines parties du territoire communal sont susceptibles d’être affectées par le risque d’inondation par débordement de cours d'eau, notamment la Petite Baïse et la Galavette. La cartographie des zones inondables en ex-Midi-Pyrénées réalisée dans le cadre du XIe Contrat de plan État-région, visant à informer les citoyens et les décideurs sur le risque d’inondation, est accessible sur le site de la DREAL Occitanie. La commune a été reconnue en état de catastrophe naturelle au titre des dommages causés par les inondations et coulées de boue survenues en 1982, 1988, 1999, 2006 et 2009,.
Galez est exposée au risque de feu de forêt. Un plan départemental de protection des forêts contre les incendies a été approuvé par arrêté préfectoral le 21 avril 2020 pour la période 2020-2029. Le précédent couvrait la période 2007-2017. L’emploi du feu est régi par deux types de réglementations. D’abord le code forestier et l’arrêté préfectoral du 27 octobre 2014, qui réglementent l’emploi du feu à moins de 200 m des espaces naturels combustibles sur l’ensemble du département. Ensuite celle établie dans le cadre de la lutte contre la pollution de l’air, qui interdit le brûlage des déchets verts des particuliers. L’écobuage est quant à lui réglementé dans le cadre de commissions locales d’écobuage (CLE)

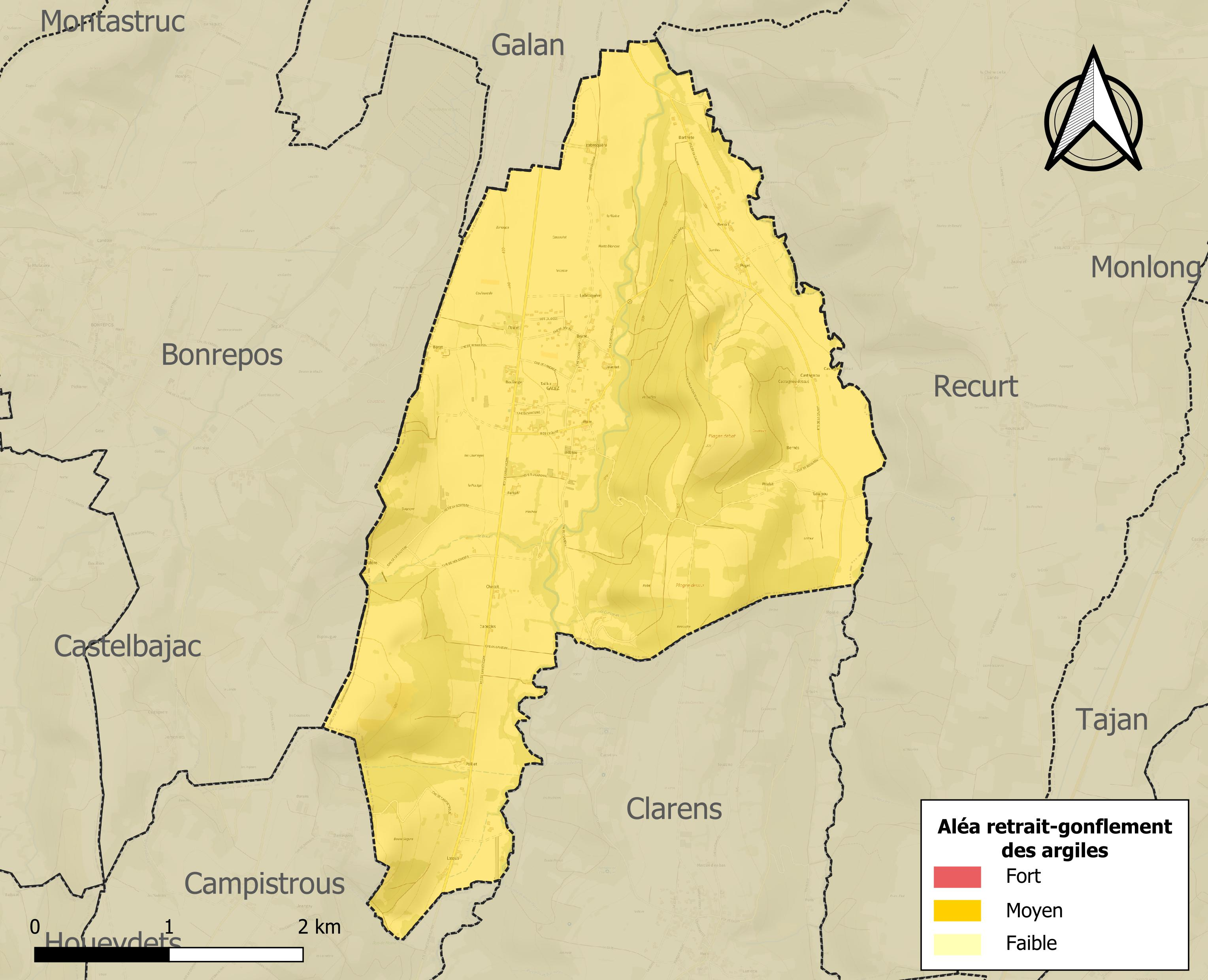
Carte des zones d'aléa retrait-gonflement des sols argileux de Galez.

Les mouvements de terrains susceptibles de se produire sur la commune sont des tassements différentiels.
Le retrait-gonflement des sols argileux est susceptible d'engendrer des dommages importants aux bâtiments en cas d’alternance de périodes de sécheresse et de pluie. La totalité de la commune est en aléa moyen ou fort (44,5 % au niveau départemental et 48,5 % au niveau national). Sur les 94 bâtiments dénombrés sur la commune en 2019, 94 sont en aléa moyen ou fort, soit 100 %, à comparer aux 75 % au niveau départemental et 54 % au niveau national. Une cartographie de l'exposition du territoire national au retrait gonflement des sols argileux est disponible sur le site du BRGM,.
Par ailleurs, afin de mieux appréhender le risque d’affaissement de terrain, l'inventaire national des cavités souterraines permet de localiser celles situées sur la commune.
Concernant les mouvements de terrains, la commune a été reconnue en état de catastrophe naturelle au titre des dommages causés par la sécheresse en 1989 et 2003 et par des mouvements de terrain en 1999.

## Toponymie

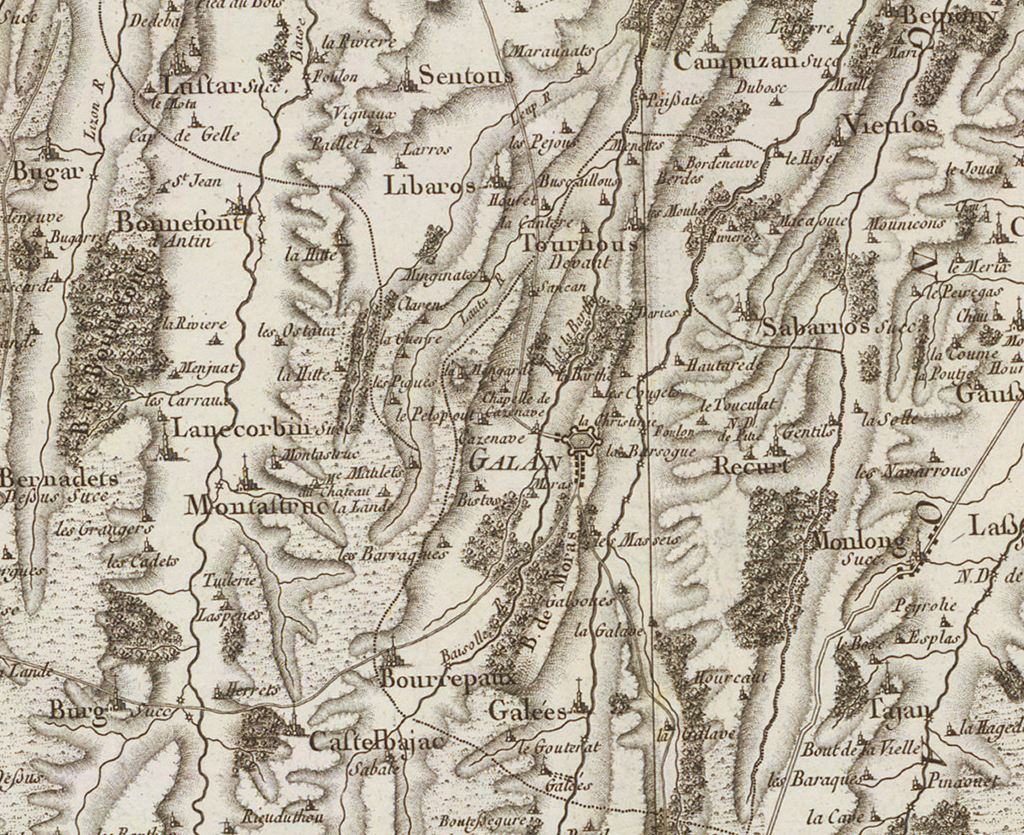
Extrait de la carte de Cassini (entre 1756 et 1789) situant Galez au sud de Galan.

On trouvera les principales informations dans le Dictionnaire toponymique des communes des Hautes-Pyrénées de Michel Grosclaude et Jean-François Le Nail qui rapporte les dénominations historiques du village :
Dénominations historiques :
- Garsias de Galaes (1200, cartulaire de Berdoues) ;
- De Galesio, latin (1342, pouillé de Tarbes) ;
- de Galaesio, latin (1379, procuration Tarbes) ;
- Gallés (1737, registres paroissiaux) ;
- Galés (1773, ibid.) ;
- Galais et Galaizet (1790, A.N., D IV bis 15/26) ;
- Galés (1790, Département 1 et 2) ;
- Galée (fin XVIIIe siècle, carte de Cassini).

Étymologie : adjectif galanesium (= dépendance de Galan).
Nom occitan : Galés.

## Histoire

### Cadastre napoléonien de Galez
Le plan cadastral napoléonien de Galez est consultable sur le site des archives départementales des Hautes-Pyrénées.

## Politique et administration

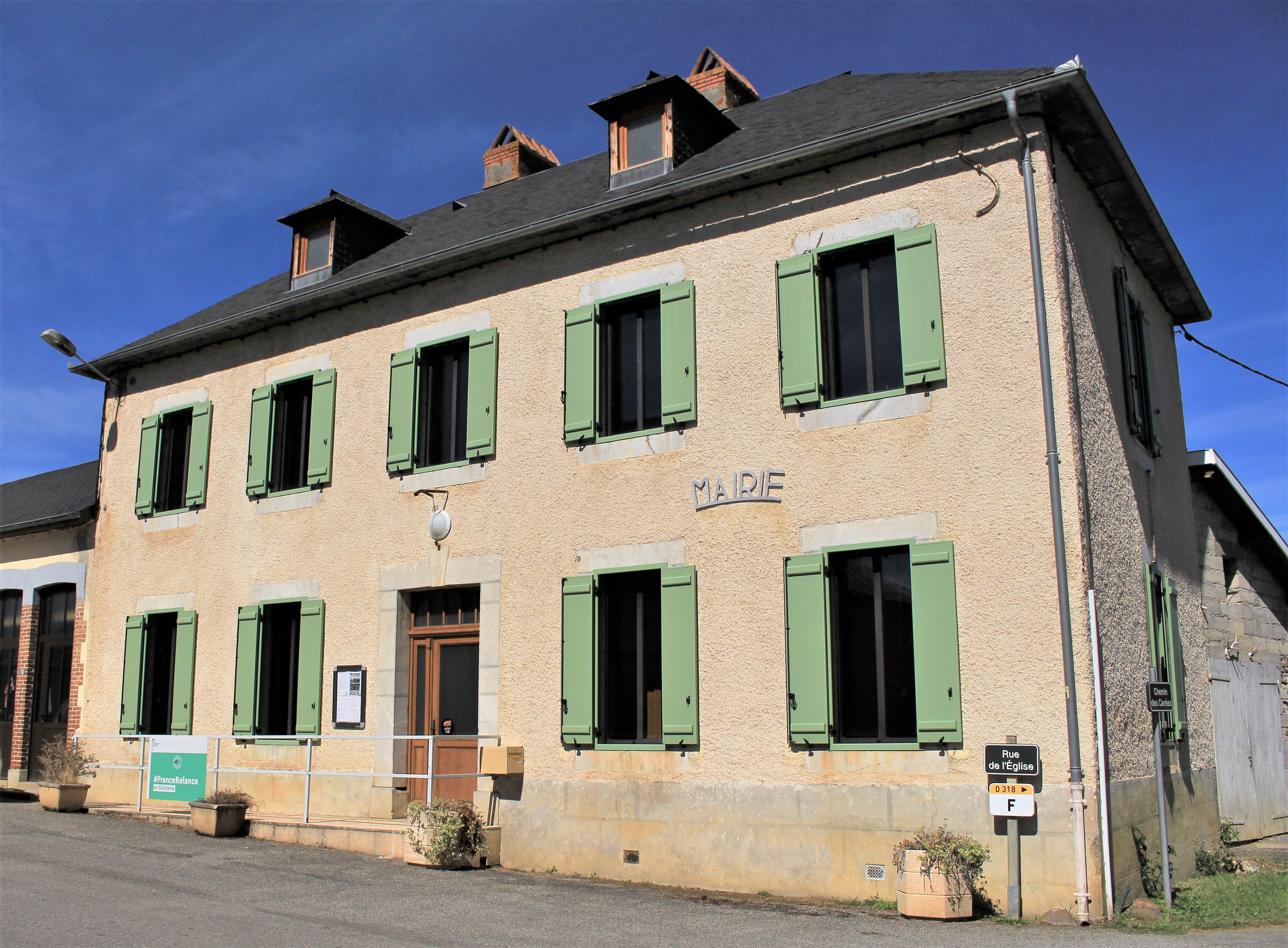
La mairie en 2022.

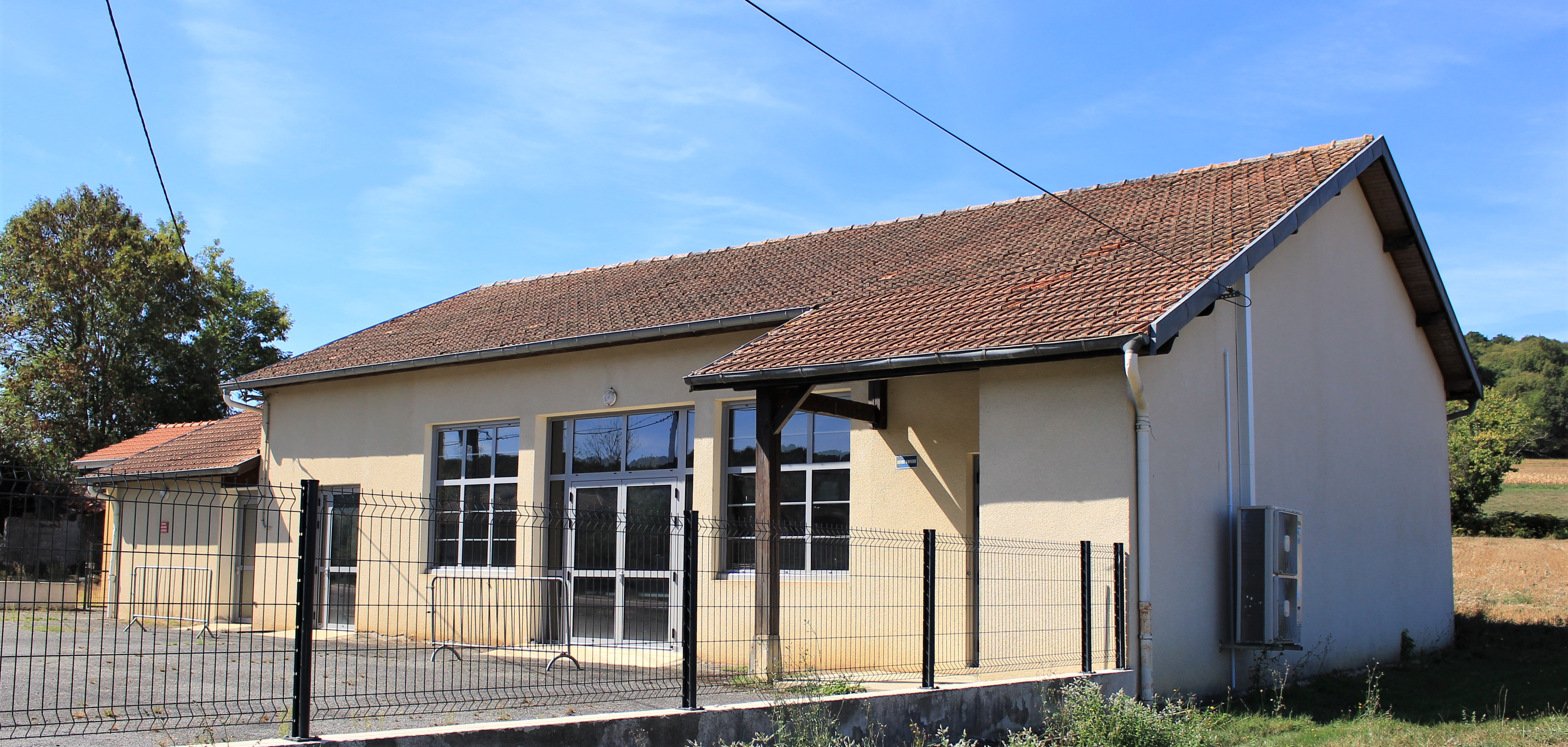
Le foyer rural en 2022.

### Liste des maires
| Période                                  | Période   | Identité             | Étiquette | Qualité |
| ---------------------------------------- | --------- | -------------------- | --------- | ------- |
| Les données manquantes sont à compléter. |           |                      |           |         |
|                                          |           |                      |           |         |
| mars 2001                                | mars 2020 | Jacques Laureys      |           |         |
| mars 2020                                | En cours  | Jean-Charles Laureys |           |         |

### Rattachements administratifs et électoraux

#### Historique administratif
Sénéchaussée de Toulouse, élection de Rivière-Verdun, baronnie de Galez, canton de Galan (depuis 1790).

#### Intercommunalité
Galez appartient à la communauté de communes du Plateau de Lannemezan Neste-Baronnies-Baïses créée en janvier 2017 et qui réunit 57 communes.

## Population et société

### Démographie

#### Évolution démographique
| 1793 | 1800 | 1806 | 1821 | 1831 | 1836 | 1841 | 1846 | 1851 |
| ---- | ---- | ---- | ---- | ---- | ---- | ---- | ---- | ---- |
| 273  | 276  | 310  | 334  | 326  | 378  | 374  | 394  | 383  |

| 1856 | 1861 | 1866 | 1876 | 1881 | 1886 | 1891 | 1896 | 1901 |
| ---- | ---- | ---- | ---- | ---- | ---- | ---- | ---- | ---- |
| 360  | 332  | 343  | 353  | 313  | 310  | 315  | 309  | 323  |

| 1906 | 1911 | 1921 | 1926 | 1931 | 1936 | 1946 | 1954 | 1962 |
| ---- | ---- | ---- | ---- | ---- | ---- | ---- | ---- | ---- |
| 310  | 281  | 212  | 212  | 209  | 198  | 183  | 201  | 185  |

| 1968 | 1975 | 1982 | 1990 | 1999 | 2006 | 2008 | 2013 | 2018 |
| ---- | ---- | ---- | ---- | ---- | ---- | ---- | ---- | ---- |
| 178  | 172  | 171  | 150  | 145  | 136  | 134  | 174  | 174  |

| 2022 | - | - | - | - | - | - | - | - |
| ---- | - | - | - | - | - | - | - | - |
| 176  | - | - | - | - | - | - | - | - |

### Enseignement
La commune dépend de l'académie de Toulouse. Elle ne dispose plus d'école en 2016.

## Économie

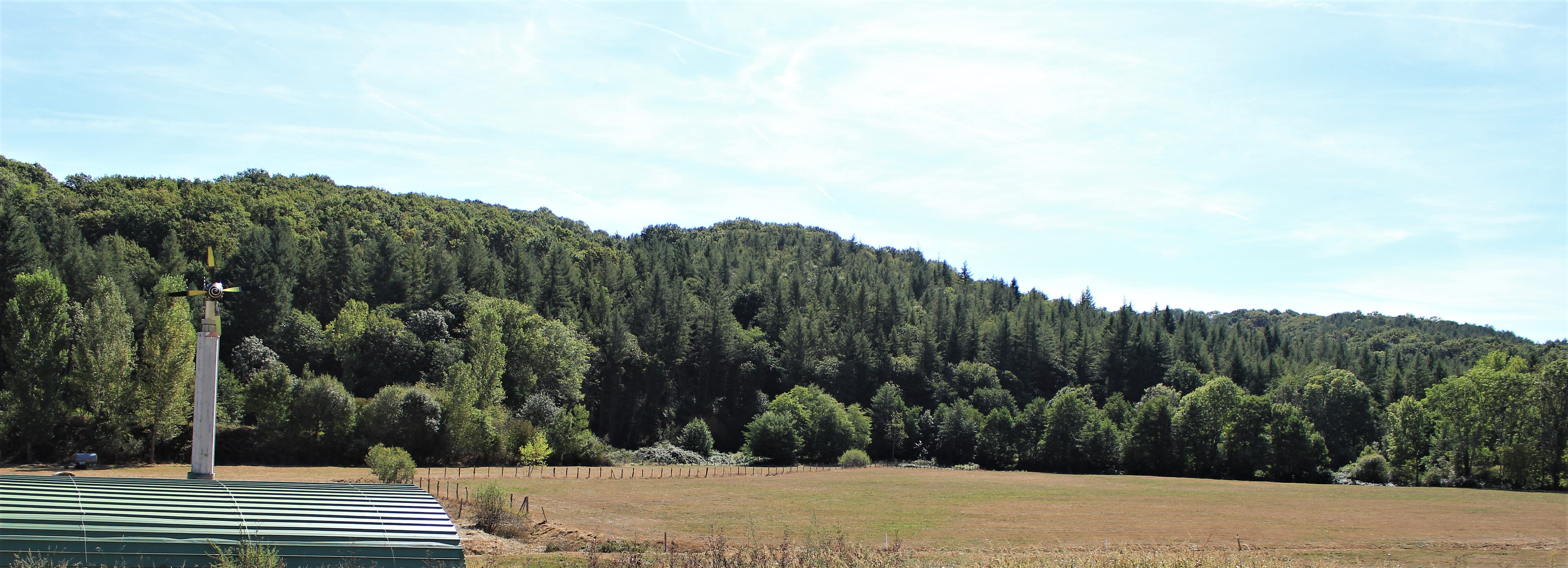
L'aérodrome.

### Revenus
En 2018, la commune compte 78 ménages fiscaux, regroupant 187 personnes. La médiane du revenu disponible par unité de consommation est de 19 800 € (20 420 € dans le département).

### Emploi
|                | 2008  | 2013  | 2018  |
| -------------- | ----- | ----- | ----- |
| Commune        | 1,2 % | 4 %   | 3 %   |
| Département    | 7,7 % | 9,4 % | 9,8 % |
| France entière | 8,3 % | 10 %  | 10 %  |

En 2018, la population âgée de 15 à 64 ans s'élève à 100 personnes, parmi lesquelles on compte 78 % d'actifs (75 % ayant un emploi et 3 % de chômeurs) et 22 % d'inactifs,. Depuis 2008, le taux de chômage communal (au sens du recensement) des 15-64 ans est inférieur à celui de la France et du département.
La commune fait partie de la couronne de l'aire d'attraction de Lannemezan, du fait qu'au moins 15 % des actifs travaillent dans le pôle,. Elle compte 15 emplois en 2018, contre 11 en 2013 et 14 en 2008. Le nombre d'actifs ayant un emploi résidant dans la commune est de 77, soit un indicateur de concentration d'emploi de 19,4 % et un taux d'activité parmi les 15 ans ou plus de 57,1 %.
Sur ces 77 actifs de 15 ans ou plus ayant un emploi, 12 travaillent dans la commune, soit 16 % des habitants. Pour se rendre au travail, 93,5 % des habitants utilisent un véhicule personnel ou de fonction à quatre roues, 1,3 % s'y rendent en deux-roues, à vélo ou à pied et 5,2 % n'ont pas besoin de transport (travail au domicile).

## Culture locale et patrimoine

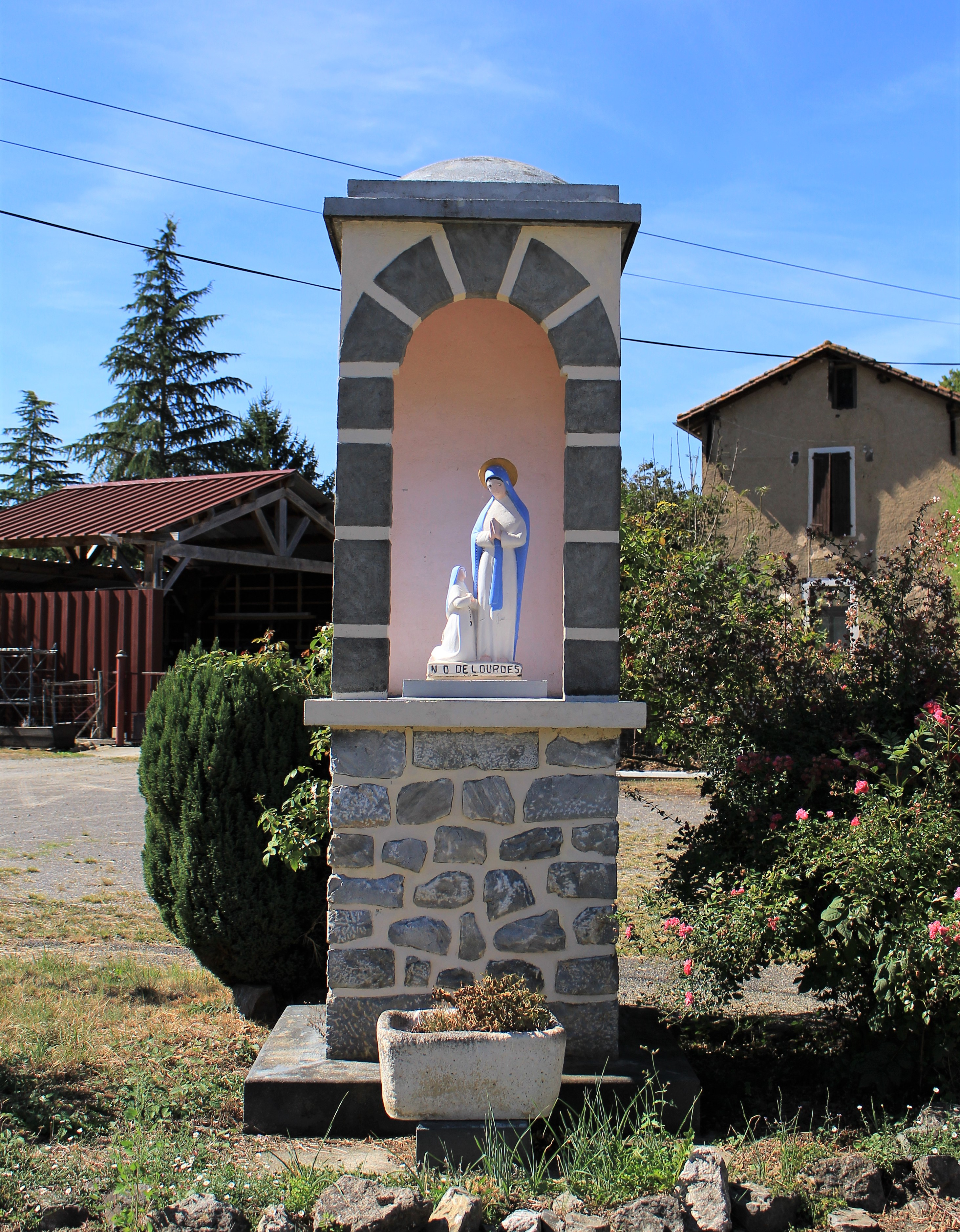
L’oratoire de Notre-Dame de Lourdes avec sainte Bernadette.

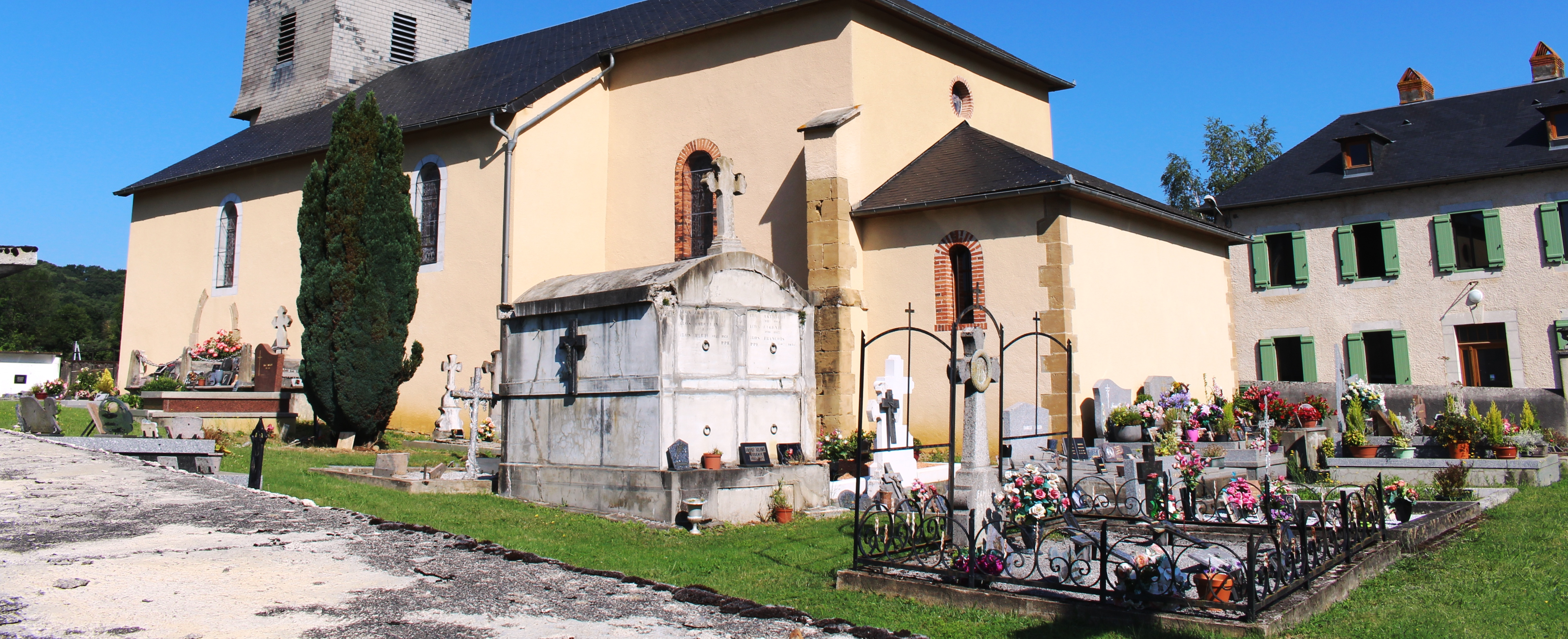
Le cimetière.

### Lieux et monuments
- Église Saint-Martin de Galez.
- Lavoir.
- Oratoire de Notre-Dame de Lourdes avec sainte Bernadette.

Sélection de vues de L'église Saint-Martin en 2016.
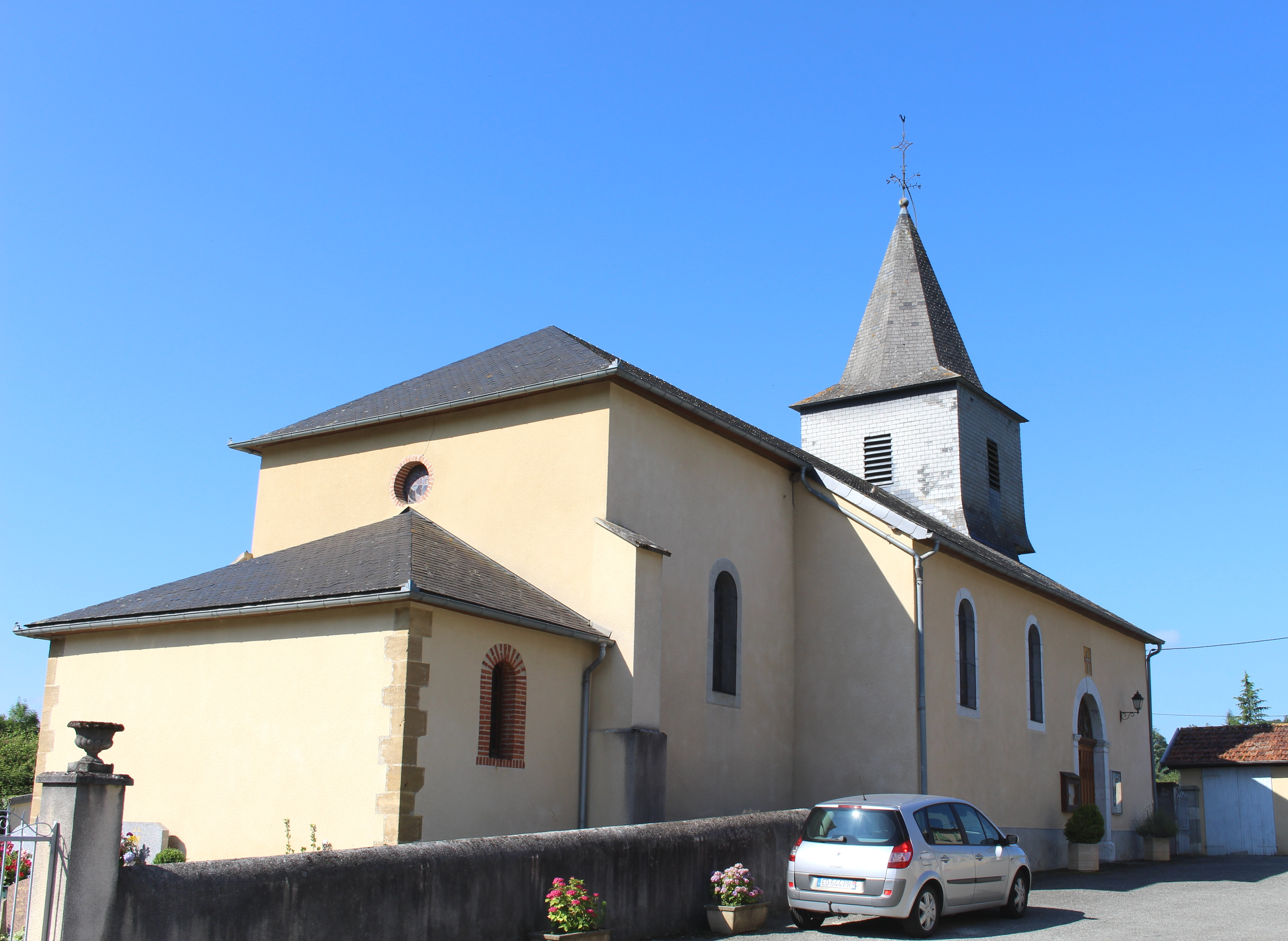
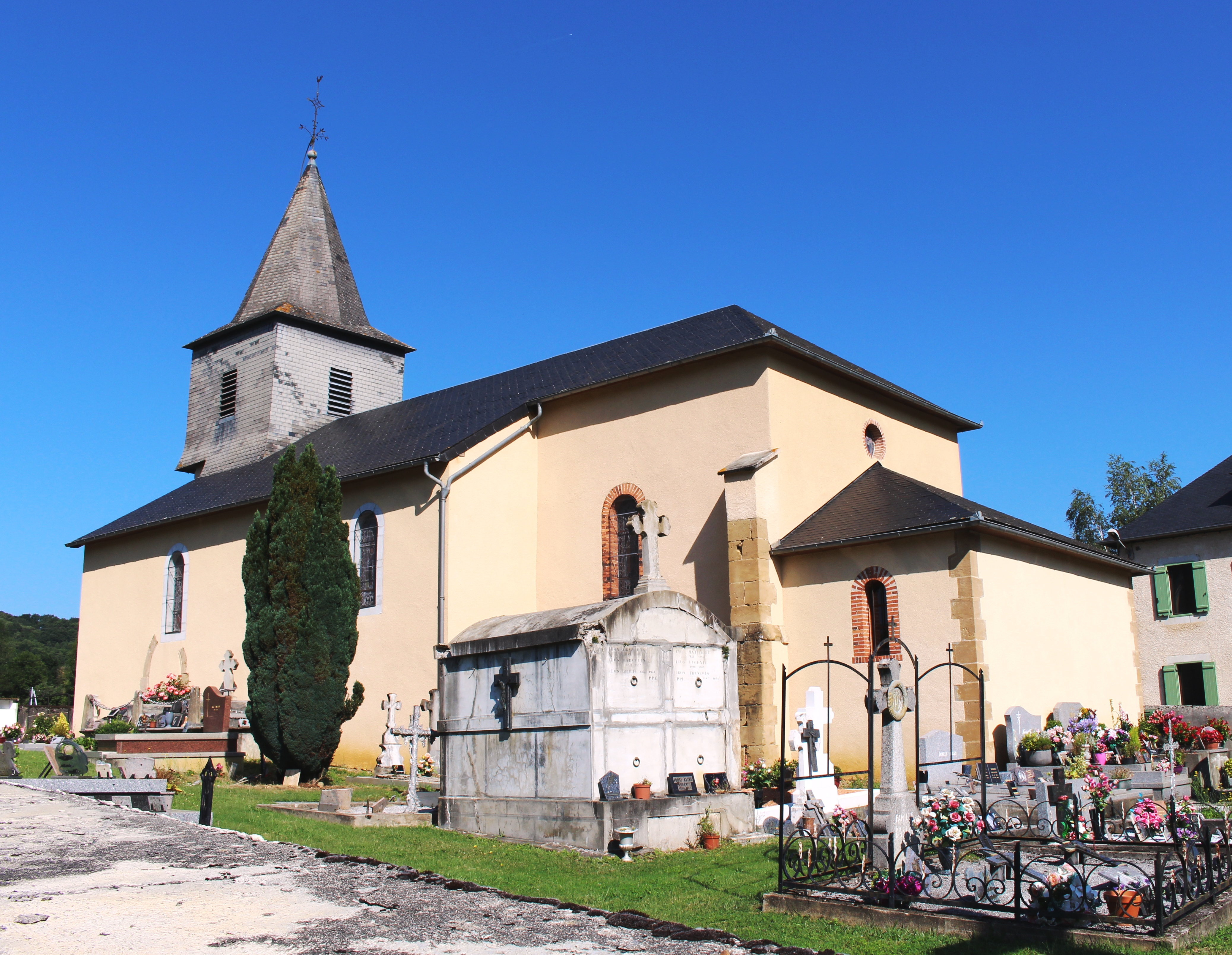

### Héraldique
| Blason | Blasonnement : D'argent au sanglier de sable sur une terrasse de sinople, au chef soudé d'or chargé d'une fleur de lys d'azur. |